# ماونت پلزنت، شهرستان فریدریک، ویرجینیا
ماونت پلزنت (به انگلیسی: Mount Pleasant) یک منطقهٔ مسکونی در ایالات متحده آمریکا است که در شهرستان فردریک، ویرجینیا واقع شده‌است.